# Campo vectorial conservativo
En cálculo vectorial, un campo vectorial conservativo es un campo vectorial que es el gradiente de alguna  función. Un campo vectorial conservativo tiene la propiedad de que su integral de línea es independiente de la trayectoria; la elección de cualquier trayectoria entre dos puntos no cambia el valor de la integral de línea. La independencia de la trayectoria de la integral de línea es equivalente a que el campo vectorial bajo la integral de línea sea conservativo. Un campo vectorial conservativo es también irrotacional; en tres dimensiones, esto significa que tiene rotacional evanescente. Un campo vectorial irrotacional es necesariamente conservativo siempre que el dominio sea simplemente conexo.
Los campos vectoriales conservativos aparecen de forma natural en mecánica: Son campos vectoriales que representan fuerzas de sistema físicos en los que la energía es conservada. Para un sistema conservativo, el trabajo realizado al moverse a lo largo de una trayectoria en un espacio de configuración depende únicamente de los puntos finales de la trayectoria, por lo que es posible definir energía potencial que sea independiente de la trayectoria real recorrida.

## Tratamiento informal
En un espacio bidimensional y tridimensional, existe una ambigüedad al tomar una integral entre dos puntos, ya que hay infinitos caminos entre los dos puntos: además de la línea recta formada entre los dos puntos, se podría elegir un camino curvo de mayor longitud, como se muestra en la figura. Por lo tanto, en general, el valor de la integral depende del camino tomado. Sin embargo, en el caso especial de un campo vectorial conservativo, el valor de la integral es independiente del camino tomado, lo que puede pensarse como una cancelación a gran escala de todos los elementos {\displaystyle d{R}} que no tienen una componente a lo largo de la recta entre los dos puntos. Para visualizarlo, imaginemos a dos personas escalando un acantilado; una decide escalar el acantilado subiendo verticalmente por él, y la segunda decide caminar por un sendero sinuoso que es más largo en longitud que la altura del acantilado, pero con sólo un pequeño ángulo respecto a la horizontal. Aunque los dos excursionistas hayan tomado rutas diferentes para llegar a la cima del acantilado, en la cima ambos habrán ganado la misma cantidad de energía potencial gravitatoria. Esto se debe a que un campo gravitatorio es conservativo.

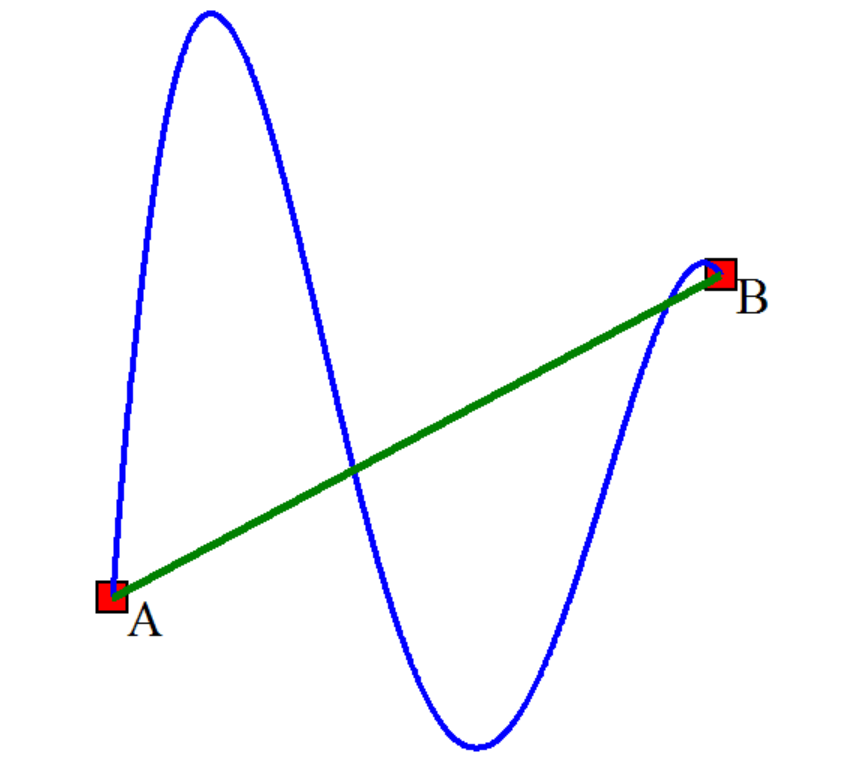
Descripción de dos posibles caminos a integrar. En verde está la trayectoria posible más sencilla; en azul se muestra una curva más enrevesada

.

## Explicación intuitiva
El grabado litográfico de M. C. Escher Ascendente y descendente ilustra un campo vectorial no conservativo, imposiblemente hecho para que parezca el gradiente de la altura variable sobre el suelo a medida que uno se mueve por la escalera. Es rotacional en el sentido de que uno puede seguir subiendo o bajando mientras da vueltas en círculos. No es conservativa, ya que se puede volver al punto de partida ascendiendo más de lo que se desciende o viceversa. En una escalera real, la altura sobre el suelo es un campo de potencial escalar: Si se vuelve al mismo lugar, se sube exactamente tanto como se baja. Su gradiente sería un campo vectorial conservativo y es irrotacional. La situación representada en el grabado es imposible.

## Definición
Un campo vectorial {\displaystyle \mathbf {v} :U\to \mathbb {R} ^{n}}, donde {\displaystyle U} es un subconjunto abierto de {\displaystyle \mathbb {R} ^{n}}, se dice que es conservativo si y sólo si existe un {\displaystyle C^{1}} campo escalar {\displaystyle \varphi }(continuamente diferenciable) sobre {\displaystyle U} tal que
{\displaystyle \mathbf {v} =\nabla \varphi .}
Aquí, {\displaystyle \nabla \varphi } denota el gradiente de {\displaystyle \varphi }. Puesto que {\displaystyle \varphi } es continuamente diferenciable, {\displaystyle \mathbf {v} } es continua. Cuando la ecuación anterior se mantiene, {\displaystyle \varphi } se llama un potencial escalar para {\displaystyle \mathbf {v} }.
La teorema fundamental del cálculo vectorial establece que cualquier campo vectorial puede expresarse como la suma de un campo vectorial conservativo y un campo solenoidal.

## Independencia de trayectoria y campo vectorial conservativo

### Independencia de trayectorias
Una integral de línea de un campo vectorial {\displaystyle \mathbf {v} } se dice que es independiente de la trayectoria si depende sólo de dos puntos, el inicial y final de la trayectoria integral independientemente de qué trayectoria entre ellos se elija: siendo dr el elemento diferencial de la trayectoria:
{\displaystyle \int _{P_{1}}\mathbf {v} \cdot d\mathbf {r} =\int _{P_{2}}\mathbf {v} \cdot d\mathbf {r} }
para cualquier par de trayectorias integrales {\displaystyle P_{1}} y {\displaystyle P_{2}} entre un par dado de puntos finales de trayectorias en {\displaystyle U}.
La independencia de la trayectoria también se expresa de forma equivalente como
{\displaystyle \int _{P_{c}}\mathbf {v} \cdot d\mathbf {r} =0}
para cualquier trayectoria cerrada y suave {\displaystyle P_{c}} en {\displaystyle U} donde los dos puntos extremos son coincidentes. Las dos expresiones son equivalentes ya que cualquier trayectoria cerrada {\displaystyle P_{c}} puede realizarse por dos vías; {\displaystyle P_{1}} desde un punto final {\displaystyle A} hasta otro {\displaystyle B}, y {\displaystyle P_{2}} desde {\displaystyle B} a {\displaystyle A}, así que
{\displaystyle \int _{P_{c}}\mathbf {v} \cdot d\mathbf {r} =\int _{P_{1}}\mathbf {v} \cdot d\mathbf {r} +\int _{P_{2}}\mathbf {v} \cdot d\mathbf {r} =\int _{P_{1}}\mathbf {v} \cdot d\mathbf {r} -\int _{-P_{2}}\mathbf {v} \cdot d\mathbf {r} =0}
donde {\displaystyle -P_{2}} es la inversa de {\displaystyle P_{2}} y la última igualdad se mantiene debido a la independencia de la trayectoria 
{\textstyle \int _{P_{1}}\mathbf {v} \cdot d\mathbf {r} =\int _{-P_{2}}\mathbf {v} \cdot d\mathbf {r} .}

### Campo vectorial conservativo

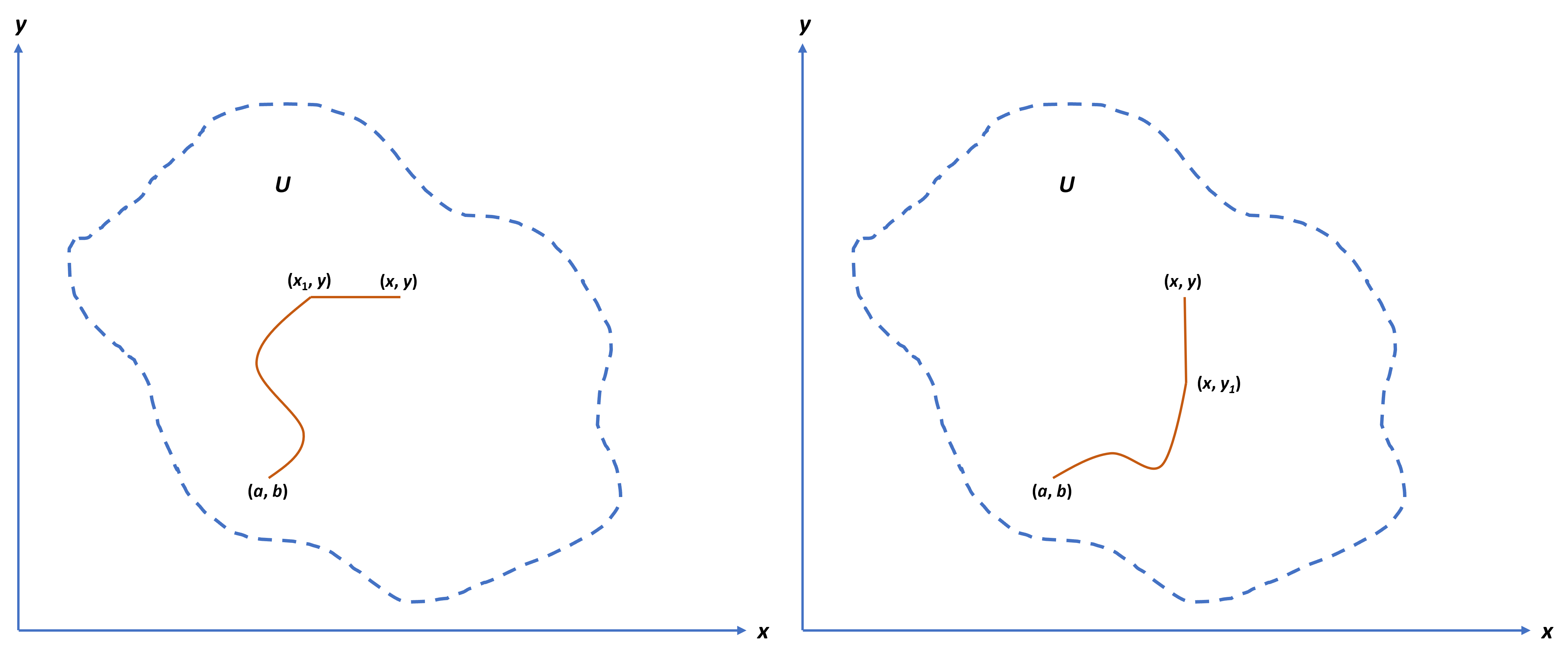
Trayectorias integrales de línea utilizadas para demostrar la siguiente afirmación: si la integral de línea de un campo vectorial es independiente de la trayectoria, entonces el campo vectorial es un campo vectorial conservativo.

Una propiedad clave de un campo vectorial conservativo {\displaystyle \mathbf {v} } es que su integral a lo largo de un camino depende sólo de los puntos finales de ese camino, no de la ruta particular tomada. En otras palabras,  si es un campo vectorial conservativo, entonces su integral de línea es independiente de la trayectoria. Supongamos que {\displaystyle \mathbf {v} =\nabla \varphi } para algún {\displaystyle C^{1}} (continuamente diferenciable) campo escalar {\displaystyle \varphi } sobre {\displaystyle U} como subconjunto abierto de {\displaystyle \mathbb {R} ^{n}} (por lo que {\displaystyle \mathbf {v} } es un campo vectorial conservativo que es continuo) y {\displaystyle P} es un camino diferenciable (i. e., puede parametrizarse por una función diferenciable) en {\displaystyle U} con un punto inicial {\displaystyle A} y un punto terminal {\displaystyle B}. Entonces el teorema del gradiente (también llamado teorema fundamental del cálculo para integrales de línea) establece que
{\displaystyle \int _{P}\mathbf {v} \cdot d{\mathbf {r} }=\varphi (B)-\varphi (A).}
Esto se cumple como consecuencia de la definición de integral de línea, la regla de la cadena y el segundo teorema fundamental del cálculo. {\displaystyle \mathbf {v} \cdot d\mathbf {r} =\nabla {\varphi }\cdot d\mathbf {r} } en la integral de línea es una diferencial exacta para un sistema de coordenadas ortogonal (por ejemplo, cartesianas, cilíndricas, o coordenadas esféricas). Dado que el teorema del gradiente es aplicable para una trayectoria diferenciable, la independencia de trayectoria de un campo vectorial conservativo sobre curvas diferenciales a trozos también se demuestra mediante la prueba por componente de curva diferenciable.
Hasta ahora se ha demostrado que un campo vectorial conservativo {\displaystyle \mathbf {v} } es independiente de la trayectoria de la integral de línea. A la inversa, si un campo vectorial continuo {\displaystyle \mathbf {v} } es (integral de línea) trayectoria-independiente, entonces es un campo vectorial conservativo, por lo que la siguiente declaración bicondicional es válida:

Para un campo vectorial continuo. {\displaystyle \mathbf {v} :U\to \mathbb {R} ^{n}}, donde {\displaystyle U} es un subconjunto abierto de {\displaystyle \mathbb {R} ^{n}}, es conservativo si y sólo si su integral de línea a lo largo de una trayectoria en {\displaystyle U} es independiente de la trayectoria, lo que significa que la integral de línea depende sólo de ambos puntos finales de la trayectoria independientemente de qué trayectoria entre ellos se elija.

La prueba de esta afirmación inversa es la siguiente.
{\displaystyle \mathbf {v} } es un campo vectorial continuo cuya integral de línea es independiente de la trayectoria. Entonces, hagamos una función {\displaystyle \varphi } definida como
{\displaystyle \varphi (x,y)=\int _{a,b}^{x,y}\mathbf {v} \cdot d{\mathbf {r} }}
sobre una trayectoria arbitraria entre un punto inicial elegido {\displaystyle (a,b)} y un punto arbitrario {\displaystyle (x,y)}. Como es independiente del camino, sólo depende de {\displaystyle (a,b)} y {\displaystyle (x,y)} independientemente del camino que se elija entre estos puntos.
Elijamos el camino mostrado a la izquierda de la figura de la derecha donde se utiliza un sistema de coordenadas cartesianas bidimensional. El segundo segmento de esta trayectoria es paralelo al eje {\displaystyle x} por lo que no hay cambio a lo largo del eje {\displaystyle y}. La integral de línea a lo largo de esta trayectoria es
{\displaystyle \int _{a,b}^{x,y}\mathbf {v} \cdot d{\mathbf {r} }=\int _{a,b}^{x_{1},y}\mathbf {v} \cdot d{\mathbf {r} }+\int _{x_{1},y}^{x,y}\mathbf {v} \cdot d{\mathbf {r} }.}
Por la independencia del camino, su derivada parcial con respecto a {\displaystyle x} (para que {\displaystyle \mathbf {v} } tenga derivadas parciales, {\displaystyle \mathbf {v} } tiene que ser continua.) es
{\displaystyle {\frac {\partial \varphi }{\partial x}}={\frac {\partial }{\partial x}}\int _{a,b}^{x,y}\mathbf {v} \cdot d{\mathbf {r} }={\frac {\partial }{\partial x}}\int _{a,b}^{x_{1},y}\mathbf {v} \cdot d{\mathbf {r} }+{\frac {\partial }{\partial x}}\int _{x_{1},y}^{x,y}\mathbf {v} \cdot d{\mathbf {r} }=0+{\frac {\partial }{\partial x}}\int _{x_{1},y}^{x,y}\mathbf {v} \cdot d{\mathbf {r} }} ya que {\displaystyle x_{1}} y {\displaystyle x} son independientes entre sí. Expresemos {\displaystyle \mathbf {v} } como {\displaystyle {\displaystyle \mathbf {v} }=P(x,y)\mathbf {i} +Q(x,y)\mathbf {j} } donde {\displaystyle \mathbf {i} } y {\displaystyle \mathbf {j} } son vectores unitarios a lo largo de los ejes {\displaystyle x} e {\displaystyle y} respectivamente, entonces, desde {\displaystyle d\mathbf {r} =dx\mathbf {i} +dy\mathbf {j} },
{\displaystyle {\frac {\partial }{\partial x}}\varphi (x,y)={\frac {\partial }{\partial x}}\int _{x_{1},y}^{x,y}\mathbf {v} \cdot d\mathbf {r} ={\frac {\partial }{\partial x}}\int _{x_{1},y}^{x,y}P(t,y)dt=P(x,y)}
donde la última igualdad es del segundo teorema fundamental del cálculo.
Un enfoque similar para la trayectoria integral lineal que se muestra a la derecha de la figura derecha resulta en {\textstyle {\frac {\partial }{\partial y}}\varphi (x,y)=Q(x,y)} por lo que
{\displaystyle \mathbf {v} =P(x,y)\mathbf {i} +Q(x,y)\mathbf {j} ={\frac {\partial \varphi }{\partial x}}\mathbf {i} +{\frac {\partial \varphi }{\partial y}}\mathbf {j} =\nabla \varphi }
para el sistema de coordenadas cartesianas bidimensional. Este método de demostración se puede ampliar directamente a un sistema de coordenadas ortogonales de mayor dimensión, por ejemplo, un  sistema de coordenadas esférico de 3 dimensiones, de modo que se demuestra la afirmación inversa. Otra prueba se encuentra aquí como la inversa del teorema del gradiente.

## Campos vectoriales irrotacionales

El campo vectorial anterior definido en, es decir, con la eliminación de todas las coordenadas en el eje (por lo que no es un espacio simplemente conectado), tiene rotacional cero en todas partes en y por lo tanto es irrotacional. Sin embargo, no es conservador ni tiene independencia de trayectoria.

Sea {\displaystyle n=3} (espacio tridimensional), y sea {\displaystyle \mathbf {v} :U\to \mathbb {R} ^{3}} sea un campo vectorial {\displaystyle C^{1}} (continuamente diferenciable), con un subconjunto abierto {\displaystyle U} de {\displaystyle \mathbb {R} ^{n}}. Entonces {\displaystyle \mathbf {v} } se llama irrotacional' si y sólo si su rotacional es {\displaystyle \mathbf {0} } en todas partes en {\displaystyle U}, es decir, si
{\displaystyle \nabla \times \mathbf {v} \equiv \mathbf {0} .}
Por esta razón, tales campos vectoriales se denominan a veces campos vectoriales irrotacionales. También se denominan campos vectoriales longitudinales.
Es una identidad del cálculo vectorial que para cualquier campo escalar {\displaystyle C^{2}} (continuamente diferenciable hasta la 2ª derivada) {\displaystyle \varphi } sobre {\displaystyle U}, tenemos
{\displaystyle \nabla \times (\nabla \varphi )\equiv \mathbf {0} .}
Por tanto, todo campo vectorial {\displaystyle C^{1}} conservativo en {\displaystyle U} es también un campo vectorial irrotacional en {\displaystyle U}. Este resultado puede demostrarse fácilmente expresando {\displaystyle \nabla \times (\nabla \varphi )} en un sistema de coordenadas cartesianas con Teorema de Schwarz (también llamado teorema de Clairaut sobre igualdad de parciales mixtos).
Siempre que {\displaystyle U} sea un espacio abierto simplemente conexo (a grandes rasgos, un espacio abierto de una sola pieza sin un agujero en su interior), la inversa de esto también es cierta: Todo campo vectorial irrotacional en un espacio abierto simplemente conexo {\displaystyle U} es un campo vectorial conservativo {\displaystyle C^{1}} en {\displaystyle U}.
La afirmación anterior no es cierta en general si {\displaystyle U} no es simplemente conexo. Sea {\displaystyle U} {\displaystyle \mathbb {R} ^{3}} con la eliminación de todas las coordenadas en el {\displaystyle z}-eje (por lo que no es un espacio simplemente conectado), es decir,
{\displaystyle U=\mathbb {R} ^{3}\setminus \{(0,0,z)\mid z\in \mathbb {R} \}}. Ahora, defina un campo vectorial {\displaystyle \mathbf {v} } en {\displaystyle U} por
{\displaystyle \mathbf {v} (x,y,z)~{\stackrel {\text{def}}{=}}~\left(-{\frac {y}{x^{2}+y^{2}}},{\frac {x}{x^{2}+y^{2}}},0\right).}
Entonces {\displaystyle \mathbf {v} } tiene rizo cero en todas partes en {\displaystyle U} ({\displaystyle \nabla \times \mathbf {v} \equiv \mathbf {0} } en todas partes en {\displaystyle U}), es decir, {\displaystyle \mathbf {v} } es irrotacional. Sin embargo, la circulación de {\displaystyle \mathbf {v} } alrededor del círculo unitario en el plano {\displaystyle xy} es {\displaystyle 2\pi }; en coordenadas polares, {\displaystyle \mathbf {v} =\mathbf {e} _{\phi }/r}, por lo que la integral sobre el círculo unitario es
{\displaystyle \oint _{C}\mathbf {v} \cdot \mathbf {e} _{\phi }~d{\phi }=2\pi .}
Por lo tanto, {\displaystyle \mathbf {v} } no tiene la propiedad de «independencia del camino», discutido anteriormente por lo que no es conservador, incluso si {\displaystyle \nabla \times \mathbf {v} \equiv \mathbf {0} } desde {\displaystyle U} donde {\displaystyle \mathbf {v} } se define no es un espacio abierto simplemente conectado. 
Digamos de nuevo que, en una región abierta simplemente conectada, un campo vectorial irrotacional {\displaystyle \mathbf {v} } tiene la propiedad de independencia de trayectoria (por tanto {\displaystyle \mathbf {v} } como conservativo). Esto se puede demostrar directamente mediante el uso de teorema de Stokes,{\displaystyle \oint _{P_{c}}\mathbf {v} \cdot d\mathbf {r} =\iint _{A}(\nabla \times \mathbf {v} )\cdot d\mathbf {a} =0}para cualquier superficie lisa orientada {\displaystyle A} cuyo límite sea un camino cerrado simple {\displaystyle P_{c}}. Así, se concluye que En una región abierta simplemente conectada, cualquier {\displaystyle C^{1}} campo vectorial que tenga la propiedad de independencia de trayectoria (por lo que es un campo vectorial conservativo.) debe ser también irrotacional y viceversa.

### Abstracción
Más abstractamente, en presencia de una  métrica riemanniana, los campos vectoriales corresponden a formas diferenciales {\displaystyle 1}}. Los campos vectoriales conservativos corresponden a las exactas {\displaystyle 1}-formas, es decir, a las formas que son la derivada exterior {\displaystyle d\phi } de una función (campo escalar) {\displaystyle \phi } sobre {\displaystyle U}. Los campos vectoriales irrotacionales corresponden a las cerradas {\displaystyle 1}-formas, es decir, a las {\displaystyle 1}-formas {\displaystyle \omega } tal que {\displaystyle d\omega =0}. Como {\displaystyle d^{2}=0}, cualquier forma exacta es cerrada, por lo que cualquier campo vectorial conservativo es irrotacional. A la inversa, todas las formas {\displaystyle 1} cerradas son exactas si {\displaystyle U} es simplemente conexo.

### Vorticidad
La vorticidad' {\displaystyle {\boldsymbol {\omega }}} de un campo vectorial puede definirse por:
{\displaystyle {\boldsymbol {\omega }}~{\stackrel {\text{def}}{=}}~\nabla \times \mathbf {v} .}
La vorticidad de un campo irrotacional es cero en todas partes. El Teorema de la circulación de Kelvin afirma que un fluido que es irrotacional en un flujo no viscoso permanecerá irrotacional. Este resultado puede derivarse de la ecuación de transporte de vorticidad, obtenida tomando el rizo de las ecuaciones de Navier-Stokes.
Para un campo bidimensional, la vorticidad actúa como una medida de la rotación local de los elementos del fluido. Nótese que la vorticidad no implica nada sobre el comportamiento global de un fluido. Es posible que un fluido que se desplaza en línea recta tenga vorticidad, y es posible que un fluido que se desplaza en círculo sea irrotacional.

## Fuerzas conservativas
- Campos escalares, potenciales escalares:  - VG, potencial gravitacional
  - Wpot, energía potencial (gravitatoria o electrostática)
  - VC, Potencial de Coulomb
- Campos vectoriales, campos de gradiente:  - aG,  aceleración gravitacional
  - F, Fuerza (gravitatoria o electrostática)
  - E, intensidad de campo eléctrico

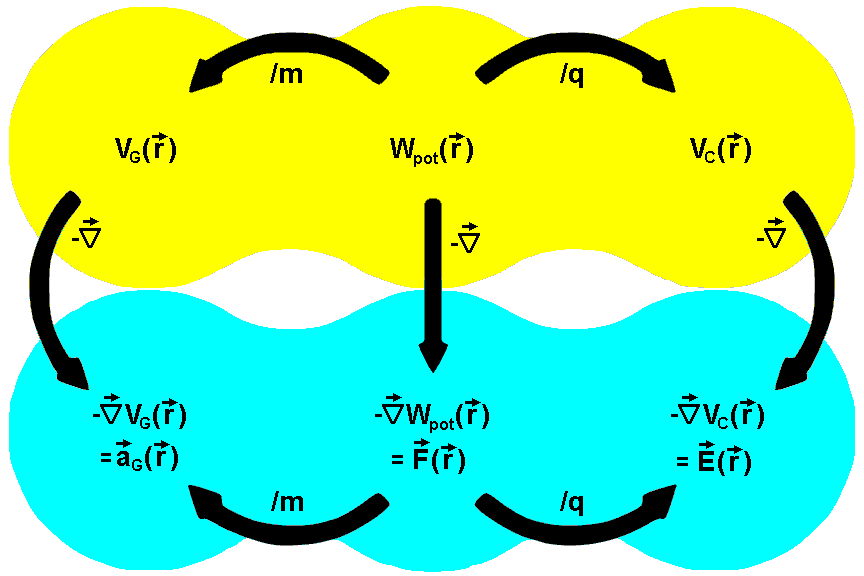
Ejemplos de campos de potencial y gradiente en física:

Si el campo vectorial asociado a una fuerza {\displaystyle \mathbf {F} } es conservativo, entonces se dice que la fuerza es una fuerza conservativa.
Los ejemplos más destacados de fuerzas conservativas son una fuerza gravitatoria y una fuerza eléctrica asociada a un campo electrostático. Según la ley de gravitación de Newton, una fuerza gravitatoria {\displaystyle \mathbf {F} _{G}} que actúa sobre una masa {\displaystyle m} debida a una masa {\displaystyle M} situada a una distancia {\displaystyle r} de {\displaystyle m}, obedece a la ecuación
{\displaystyle \mathbf {F} _{G}=-{\frac {GmM}{r^{2}}}{\hat {\mathbf {r} }},}
donde {\displaystyle G} es la constante de gravitación universal y {\displaystyle {\hat {\mathbf {r} }}} es un vector unitario que apunta desde {\displaystyle M} hacia {\displaystyle m}. La fuerza de la gravedad es conservativa porque {\displaystyle \mathbf {F} _{G}=-\nabla \Phi _{G}}, donde
{\displaystyle \Phi _{G}~{\stackrel {\text{def}}{=}}-{\frac {GmM}{r}}}
es la energía potencial gravitatoria. En otras palabras, el campo gravitatorio {\displaystyle {\frac {\mathbf {F} _{G}}{m}}} asociado a la fuerza gravitatoria {\displaystyle \mathbf {F} _{G}} es el gradiente del potencial gravitatorio {\displaystyle {\frac {\Phi _{G}}{m}}} asociado a la energía potencial gravitatoria {\displaystyle \Phi _{G}}. Puede demostrarse que cualquier campo vectorial de la forma {\displaystyle \mathbf {F} =F(r){\hat {\mathbf {r} }}} es conservativo, siempre que {\displaystyle F(r)} sea integrable.
Para fuerza conservativas, la independencia de la trayectoria puede interpretarse como que el  trabajo realizado al ir de un punto {\displaystyle A} a un punto {\displaystyle B} es independiente de la trayectoria de movimiento elegida (depende sólo de los puntos {\displaystyle A} y {\displaystyle B}), y que el trabajo {\displaystyle W} realizado al recorrer un bucle cerrado simple {\displaystyle C} es {\displaystyle 0}:
{\displaystyle W=\oint _{C}\mathbf {F} \cdot d{\mathbf {r} }=0.}
La energía total de una partícula que se mueve bajo la influencia de fuerzas conservativas se conserva, en el sentido de que una pérdida de energía potencial se convierte en igual cantidad de energía cinética, o viceversa.